# Team LDLC
Team LDLC – francuska organizacja e-sportowa, założona 1 sierpnia 2010 roku. Posiada zespoły w takich grach jak: Counter-Strike: Global Offensive, Fortnite, League of Legends oraz PlayerUnknown's Battlegrounds. Organizacja zarobiła ok. 880 tysięcy dolarów (stan na 04.01.2020). 8 stycznia 2020 roku LDLC połączyło siły z Olimpique Lyon, tworząc LDLC OL.

## Counter-Strike: Global Offensive
LDLC ogłosiło wejście na scenę e-sportową CS:GO 13 stycznia 2013 roku. 20 sierpnia tego samego roku, LDLC straciło swój zespół. 2 lutego 2014 roku organizacja ogłosiła swój kolejny skład, ale po kilku miesiącach grania, znowu się rozpadł. 5 września 2014 LDLC ogłosiło następny zespół, w którym znaleźli się: Happy, kioShiMa, shox, NBK oraz SmithZz. Udało im się wygrać m.in. majora DreamHack Winter 2014, przez co zgarnęli 100 tysięcy dolarów. 1 lutego 2015 LDLC straciło swoją formację, przez co LDLC zawiesiło dywizję CS:GO. Organizacja powróciła 25 kwietnia 2016, kiedy ogłoszono kolejny skład. Ciągłe zmiany i sprzeczki w zespole spowodowały, że 2 kwietnia 2019 roku LDLC znowu straciło drużynę w CS:GO. 8 stycznia 2020 roku Happy został odsunięty od głównego składu organizacji.

### Obecny skład
Źródło:.
| Kraj    | Nick      | Imię i nazwisko              | Data dołączenia  |
| ------- | --------- | ---------------------------- | ---------------- |
| Francja | SIXER     | Christophe Xia               | 5 kwietnia 2019  |
| Francja | LOGAN     | Logan Corti                  | 16 stycznia 2020 |
| Francja | hAdji     | Ali Hainouss                 | 17 stycznia 2020 |
| Francja | Lambert   | Lambert Prigent              | 18 stycznia 2020 |
| Francja | Gringo    | Kilian Garcia                | 19 stycznia 2020 |
| Francja | Ozstrik3r | Steeve Flavigni              | 26 stycznia 2018 |
| Francja | roden     | Rodolphe Bianco (nieaktywny) | 8 kwietnia 2019  |

### Byli członkowie
Źródło:.
| Kraj            | Nick      | Imię i nazwisko      | Data opuszczenia |
| --------------- | --------- | -------------------- | ---------------- |
| Francja         | Happy     | Vincent Schopenhauer | styczeń 2020     |
| Francja         | JiNKZ     | Gaetan Jamin         | styczeń 2020     |
| Szwecja         | tabz      | Simon Feldt          | 8 stycznia 2020  |
| Turcja          | MAJ3R     | Engin Kupeli         | 5 stycznia 2020  |
| Francja         | xms       | Alexandre Forte      | 4 stycznia 2020  |
| Belgia          | to1nou    | Antoine Pirard       | 2 kwietnia 2019  |
| Francja         | devoduvek | David Dobrosavljevic | 2 kwietnia 2019  |
| Francja         | matHEND   | Matthieu Roquigny    | 2 kwietnia 2019  |
| Francja         | AmaNEK    | Francois Delauney    | 4 stycznia 2019  |
| Wielka Brytania | ALEX      | Alex McMeekin        | 28 grudnia 2018  |
| Belgia          | Ex6TenZ   | Kevin Droolans       | 4 czerwca 2018   |
| Francja         | DEVIL     | Timothee Demolon     | 16 maja 2018     |
| Szwajcaria      | Maniac    | Mathieu Quiquerez    | 9 maja 2018      |
| Francja         | mistou    | Valentin Balbastro   | 1 sierpnia 2017  |
| Francja         | BouLy     | Charbel Naoum        | 24 sierpnia 2016 |
| Francja         | shox      | Richard Papillon     | 1 lutego 2015    |
| Francja         | kioShiMa  | Fabien Fiey          | 1 lutego 2015    |
| Francja         | NBK       | Nathan Schmitt       | 1 lutego 2015    |
| Francja         | SmithZz   | Edouard Dubourdeaux  | 1 lutego 2015    |
| Francja         | Uzzziii   | Kevin Vernel         | 3 września 2014  |
| Francja         | apEX      | Dan Madesclaire      | 3 września 2014  |
| Francja         | KQLY      | Hovik Tovmassian     | 3 września 2014  |
| Francja         | Sf        | Gordon Giry          | 20 sierpnia 2013 |
| Francja         | kennyS    | Kenny Schrub         | 20 sierpnia 2013 |
| Francja         | atLaNtis  | Fabien Deguiraud     | 11 maja 2013     |
| Francja         | MaT       | Mathieu Leber        | 13 marca 2013    |

### Osiągnięcia
Źródło:.
- 1 miejsce – Gamers Assembly 2013
- 1 miejsce – Fnatic FragOut League Season 2
- 3/4 miejsce – DreamHack Summer 2013
- 5/8 miejsce – ESL Major Series One Katowice 2014
- 4 miejsce – Fragbite Masters Season 2
- 1 miejsce – Fnatic FragOut League Season 3
- 3/4 miejsce – Copenhagen Games 2014
- 4 miejsce – FACEIT Spring League 2014
- 1 miejsce – DreamHack Valencia 2014
- 3/4 miejsce – ESL One: Cologne 2014
- 1 miejsce – Hitbox Arena Championship 3
- 1 miejsce – StarLadder StarSeries XI
- 3/4 miejsce – FACEIT League – Season 2
- 2 miejsce – ESWC 2014
- 2 miejsce – Fragbite Masters Season 3
- 1 miejsce – DreamHack Winter 2014
- 1 miejsce – FACEIT G2A.com I Europe
- 1 miejsce – MLG X Games Aspen Invitational
- 1 miejsce – ESL Championnat National – Summer 2016
- 2 miejsce – eSports World Convention 2016
- 2 miejsce – ESEA Season 23: Global Challenge
- 3/4 miejsce – DreamHack Open Leipzig 2017
- 1 miejsce – Esports World Convention 2017 – Paris Games Week
- 1 miejsce – PMU Challenge 2018
- 1 miejsce – Fusion.bet Masters II
- 1 miejsce – ESL Pro European Championship 2018
- 1 miejsce – ESL Championnat National – Winter 2018
- 1 miejsce – ESL Championnat National Summer 2019

## League of Legends
Dywizja LDLC w League of Legends została utworzona 14 listopada 2011 roku. Pod koniec listopada, skład w League of Legends rozpadł się.

### Były skład
Źródło:.
| Kraj      | Nick       | Imię i nazwisko           | Data opuszczenia  |
| --------- | ---------- | ------------------------- | ----------------- |
| Francja   | Eika       | Jérémy Valdenaire         | 23 listopada 2019 |
| Francja   | Djoko      | Charly Guillard           | 26 listopada 2019 |
| Francja   | Steeelback | Pierre Medjaldi           | 27 listopada 2019 |
| Grecja    | Comp       | Markos Stamkopoulos       | 28 listopada 2019 |
| Finlandia | Sleeping   | Christian Mathias Tiensuu | 25 listopada 2019 |

### Osiągnięcia
Źródło:.
- 1 miejsce – DreamHack Tours 2017
- 1 miejsce – ESL Clash of Nations 2017
- 1 miejsce – Maximus Cup 2017
- 1 miejsce – Lyon e-Sport 2018
- 1 miejsce – Lyon e-Sport 2019
- 1 miejsce – LFL Spring 2019
- 5/8 miejsce – European Masters Spring 2019
- 1 miejsce – LFL Summer 2019
- 1 miejsce – Underdogs 2019
- 5/8 miejsce – European Masters Summer 2019